# フロビッシャー (重巡洋艦)
|          |                                     |
| 艦歴     |                                     |
| 発注     |                                     |
| 起工     | 1916年8月2日                        |
| 進水     | 1920年3月20日                       |
| 就役     | 1924年9月20日                       |
| 退役     |                                     |
| その後   | 1949年3月26日にスクラップとして売却 |
| 除籍     |                                     |
| 性能諸元 |                                     |
| 排水量   | 基準：9,750トン、満載 12,190トン    |
| 全長     | 605フィート                         |
| 全幅     | 65フィート                          |
| 吃水     | 20.5フィート                        |
| 機関     | 蒸気タービン4軸 60,000hp            |
| 最大速   | 31ノット (57.4 km/h)                |
| 航続距離 | 5,400海里（巡航速度：14ノット）     |
| 乗員     | 平時690名、戦時800名以上            |
| 兵装     | 7.5インチ砲4門 12ポンド砲6門        |
| 搭載機   | 8機                                 |

フロビッシャー (HMS Frobisher, D81) は、イギリス海軍の巡洋艦。ホーキンス級。艦名は、私掠船船長・探検家・海軍軍人のマーティン・フロビッシャーにちなむ。

## 艦歴

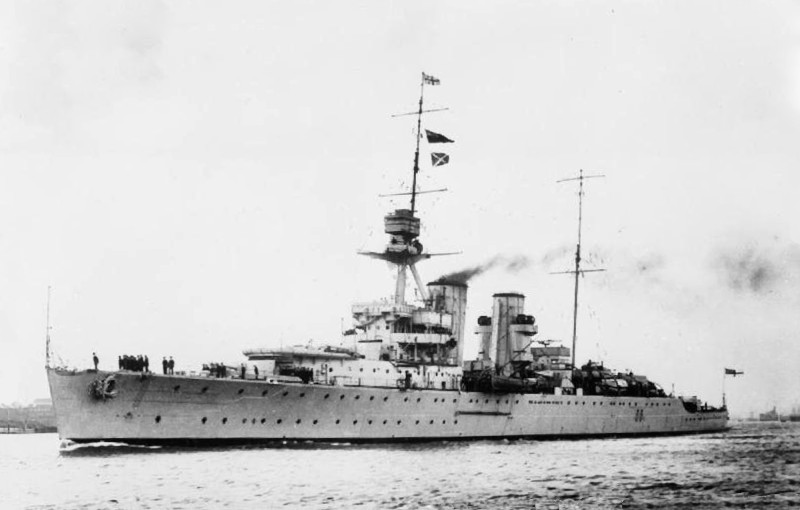
左舷から撮影された「フロビッシャー」。

1916年8月2日起工。1920年3月20日進水。1924年9月20日竣工。
第二次世界大戦前は地中海艦隊、中国艦隊、大西洋艦隊に所属した。
第二次世界大戦では、1942年初めまで改装工事に費やした後、4月に船団を護衛してインド洋方面へ向かう。以後1944年3月までインド洋で活動し船団護衛などに従事。インド洋から地中海経由でイギリスに戻った後、ノルマンディー上陸作戦に参加。1944年8月8日にドイツのSボートの雷撃を受け、被雷損傷。
1949年3月26日に売却され、解体される。